# Sylwester Pieszkiewicz
Sylwester Pieszkiewicz herbu Łada OSBM (ur. ok. 1670 roku w województwie nowogródzkim – zm. 1 lutego 1715 roku) – arcybiskup połocki w latach 1710-1715, prokurator zakonu bazylianów w Rzymie w latach 1701-1710, duchowny greckokatolicki.
Absolwent Kolegium Jezuitów w Braniewie.